# Sheyla Gutiérrez
Sheyla Gutiérrez Ruiz (Varea, Logroño, 1 de enero de 1994) es una ciclista profesional española. Desde 2019 corre para el Movistar Team. Participó además en el Campeonato Mundial de Ciclismo en Ruta de 2014. En noviembre de 2015 fue anunciada como parte del equipo inaugural del equipo Cylance Pro Cycling para la temporada de 2016.

## Biografía

### Buenos puestos en categorías inferiores y debut profesional
Como ciclista juvenil fue sexta en el Campeonato Mundial en Ruta 2011 y séptima en el de 2012 de su categoría. Además, en esa categoría, fue campeona de España en 2012.
Debutó como profesional en 2013, en el equipo vasco de categoría UCI Lointek. En su primera carrera profesional, la Vuelta a Costa Rica disputada en febrero, logró acabar en 15.ª posición a 17 min 55 s de la ganadora tras sufrir un desfallecimiento en la 4.ª etapa donde perdió más de 13 minutos; además apareció entre los primeros puestos de las clasificaciones secundarias de esa carrera.

### Destacando en el calendario nacional
En junio de 2013 ganó el Campeonato de España en Ruta sub-23 (al ser sexta en el Campeonato en Ruta con solo 19 años), aunque esta victoria no se considera oficial al no existir categoría sub-23 a efectos UCI en los campeonatos nacionales. Además, un mes después, fue la ganadora de la Copa de España, en categoría sub-23, tras la carrera disputada en Villamediana de Iregua, proclamándose además subcampeona general de 2013.
En 2014 comenzó a destacar algo más tarde esta vez a finales de mayo con un 7.º puesto en el Gran Premio de Plumelec-Morbihan Femenino. Poco después se hizo con el tercer lugar en el Campeonato de España en Ruta. Sin embargo, no subió al podio de dicho campeonato debido a que solo se la otorgó la medalla de oro en categoría sub-23. Lo mismo que la ocurrió en su día a Lizzie Armitstead entre otros ciclistas sub-23 destacados. Finalmente, aunque la medalla de bronce la recogiese Leire Olaberria que quedó 4.ª, a efectos UCI (que oficializa las clasificaciones) Sheyla quedó 3.ª a pesar de que no recogiese dicha medalla de bronce. Poco después comenzó a preparar la pista donde logró la medalla de plata en el Campeonato de España Persecución. Todo ello hizo que lograse debutar en su primer Mundial en la prueba en ruta, en 2014, con solo 20 años aunque apenas disputó una vuelta ya que tuvo que abandonar debido a un ataque de asma.
A finales del 2014 y principios del 2015, debido a su buena actuación en los Campeonatos de España de Pista, acudió a las concentraciones de la selección española de dicha modalidad consiguiendo finalmente plaza para los el Campeonato Mundial del 2015 en la especialidad de Scrath.

### Progresión internacional

#### Primera victoria internacional
Al igual que en el 2013 de nuevo acumuló buenos puestos en carreras internacionales, todas ellas en pruebas de un día. Así en marzo fue 6.ª en la Omloop van het Hageland (Tielt-Winge) y 7.ª en la Gran Premio Cholet-Pays de Loire (en marzo) y 6.ª en La Classique Morbihan y ganadora del Gran Premio de Plumelec-Morbihan (en mayo). Esa victoria fue un hecho destacado a nivel nacional ya que fue la primera victoria internacional de categoría UCI que conseguía una ciclista española tras la obtenida por Eneritz Iturriaga en una etapa del Trophée d'Or Féminin 2008 y la primera en toda la historia que gana una carrera internacional profesional de un día.
Todo ello hizo que fuese seleccionada para los Juegos Europeos aunque con discretos resultados. Días después se pudo desquitar consiguiendo la 2.ª plaza en el Campeonato de España Contrarreloj una especialidad en la que no había destacado hasta la fecha y en la que hasta ella misma se sorprendió de su resultado. Poco después, con la Selección de España, logró el décimo puesto en la Tour de Feminin-O cenu Ceskeho Svycarska otro puesto destacado para ella ya que hasta la fecha no había obtenido ningún top-ten en carreras por etapas, lo más cerca el 15.º de la Vuelta a Costa Rica de su debut.

#### Progresión en la pista
Al día siguiente de acabar la carrera por etapas checa, y sin preparación previa específica, viajó a Atenas para disputar el Campeonato Europeo de Pista sub-23 donde logró el quinto puesto en la Persecución por Equipos, 6.º en la Persecución Individual y 4.º en el Scratch.

### Al UCI WorldTour Femenino

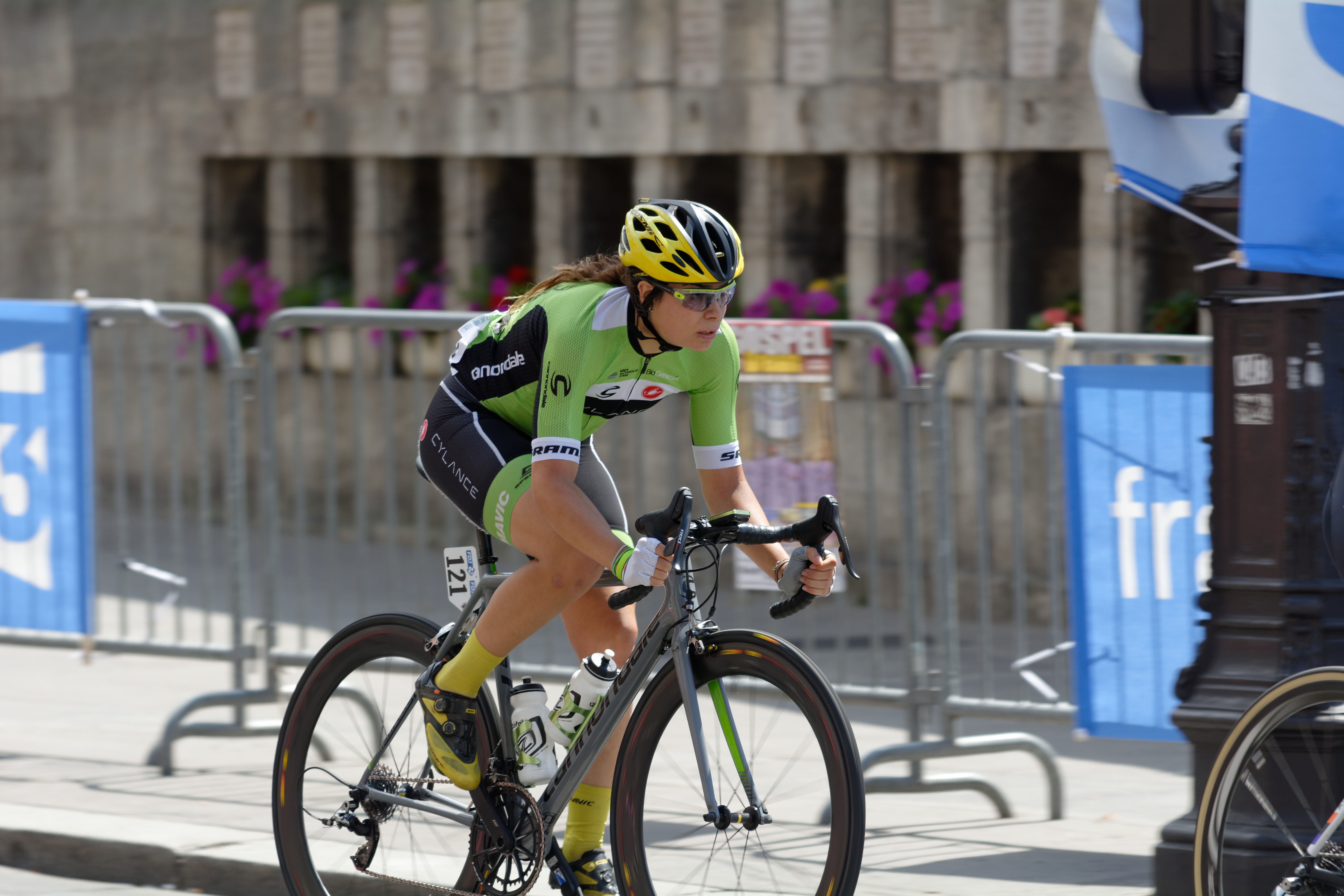
Sheyla en La Course by Le Tour de France 2016.

Su progresión no pasó desapercibida para los mejores equipos del mundo y de cara al nuevo circuito mundial creado en 2016, el UCI WorldTour Femenino, fue fichada por el nuevo equipo estadounidense del Cylance-Inspire (definitivamente llamado Cylance Pro Cycling) donde va a coincidir con el director deportivo español Manel Lacambra y corredoras prestigiosas como Shelley Olds entre otras. Ese fichaje no pasó desapercibido para los medios deportivos españoles e incluso generalistas cuando hasta la fecha apenas dedicaban artículos completos y detallados de ciclismo femenino y para ello había que acudir a medios especializados en ciclismo o medios regionales.

### 2017
En 2017 Sheyla ganó la clásica belga Le Samyn des Dames por delante de la holandesa Amy Pieters y la australiana Tiffany Cromwell y además fue top-10 en gran parte de las clásicas de principio de temporada.

### 2019
En 2019 Sheyla fue investida por la Cofradía del Vino de Rioja con una distinción otorgada a diferentes profesionales por sus méritos y trayectoria.

### 2020
En 2020 debido la pandemia mundial de coronavirus, Sheyla realizó una cuarentena en la que estuvo entrenándose para los Juegos Olímpicos de Tokio y formándose para el estudio del grado de psicología.

## Palmarés
2014
- 3.ª en el Campeonato de España en Ruta
- 2.ª en el Campeonato de España Persecución

2015
- Gran Premio de Plumelec-Morbihan Femenino
- 2.ª en el Campeonato de España Contrarreloj

2016
- 3.ª en el Campeonato de España en Ruta

2017
- Le Samyn des Dames
- 3.ª en el Campeonato de España Contrarreloj
- Campeonato de España en Ruta
- 1 etapa del Giro de Italia Femenino

2018
- Tour de la Isla de Zhoushan[39]
- Panorama Guizhou International Women, más 1 etapa

2019
- Campeonato de España Contrarreloj

2020
- La Périgord Ladies
- 3.ª en el Campeonato de España Contrarreloj

2022
- 2.ª en el Campeonato de España Contrarreloj
- 2 etapas del Tour Cycliste Féminin International de l'Ardèche

2024
- La Picto-Charentaise

## Resultados en Grandes Vueltas y Campeonatos del Mundo
Durante su carrera deportiva ha conseguido los siguientes puestos en las Grandes Vueltas femeninas y en los Campeonatos del Mundo en carretera:
| Carrera              | Carrera              | 2013 | 2014 | 2015 | 2016 | 2017 | 2018 | 2019  | 2020 | 2021  | 2022 | 2023  | 2024 | 2025 |
| -------------------- | -------------------- | ---- | ---- | ---- | ---- | ---- | ---- | ----- | ---- | ----- | ---- | ----- | ---- | ---- |
|                      | Giro de Italia       | —    | —    | —    | 73.ª | 57.ª | 84.ª | 113.ª | —    | F. c. | —    | 118.ª | —    | —    |
|                      | Tour de l'Aude       | X    | X    | X    | X    | X    | X    | X     | X    | X     | X    | X     | X    | X    |
|                      | Tour de Francia      | X    | X    | X    | X    | X    | X    | X     | X    | X     | 96.ª | 89.ª  | Ab.  |      |
|                      | Vuelta a España      | X    | X    | 10.ª | 12.ª | 5.ª  | —    | Ab.   | —    | 59.ª  | —    | —     | 66.ª | —    |
| Mundial en Ruta      | Mundial en Ruta      | —    | Ab.  | 88.ª | 8.ª  | 17.ª | —    | Ab.   | —    | 81.ª  | —    | Ab.   | —    |      |
| Mundial Contrarreloj | Mundial Contrarreloj | —    | —    | 40.ª | 30.ª | —    | —    | —     | —    | —     | —    | —     | —    |      |

—: no participa

Ab.: abandono

F. c.: fuera de control

X: ediciones no celebradas

La Vuelta a España Femenina conocida como Challenge by La Vuelta de 2015 a 2022.

## Equipos
- Lointek (2013-2015)
  - Lointek (2013-2014)
  - Lointek Team (2015)
- Cylance Pro Cycling (2016-2018)
- Movistar Team (2019-)